# Hydrovatus regimbarti
Hydrovatus regimbarti är en skalbaggsart som beskrevs av Zimmermann 1919. Hydrovatus regimbarti ingår i släktet Hydrovatus och familjen dykare. Inga underarter finns listade i Catalogue of Life.